# Општи народни конгрес
Општи народни конгрес (арап. مؤتمر الشعب العام الليبي; Mu'tammar al-sha'ab al 'âmm) био је општи форум народних конгреса, народних комитета и синдиката, удружења послодаваца и струковних удружења у Великој Социјалистичкој Народној Либијској Арапској Џамахирији.

## Састав
По Уредби о извршењу Закона бр. (1) о народним конгресима и народним комитетима (2001) Општи народни конгрес су састављали:
- секретари основних народних конгреса;
- секретари народних комитета основних народних конгреса;
- секретари општинских народних конгреса;
- секретари за социјална питања општинских народних конгреса;
- секретари општинских народних комитета;
- генерални секретари синдиката, удружења послодаваца и струковних удружења;
- Секретаријат Општег народног конгреса;
- Секретаријат Општег народног комитета;
- секретар Општег планског савјета;
- секретар и замјеник секретара Општег народног комитета Управе за народни надзор и контролу;
- предсједник Врховног суда;
- предсједник Народног суда;
- предсједник Народног тужилаштва;
- јавни тужилац;
- гувернер и замјеник гувернера Централне банке;
- замјеници секретара ресорних општих народних комитета;
- функционери које је бирао Општи народни конгрес.

## Дјелокруг
По Закону бр. (1) о народним конгресима и народним комитетима (2007) Општи народни конгрес је:
- усвајао законе и одлуке основних народних конгреса;[3]
- одређивао ресоре којима су управљали општи народни комитети;[4]
- бирао и разрјешавао свој Секретаријат;
- бирао и разрјешавао секретара Националног планског савјета и секретара Општег народног комитета;
- бирао и разрјешавао савјетника за националну безбједност, предсједника и судије Врховног суда и јавног тужиоца;
- бирао и разрјешавао секретаре и замјенике секретара контролних органа и гувернера и замјеника гувернера Централне банке;
- доносио пословничке уредбе и одлуке.

Општи народни конгрес је могао формирати ad hoc комитете.

## Секретаријат
Општи народни конгрес је бирао свој Секретаријат (руководеће тијело). Састављали су га: секретар и замјеник секретара Општег народног конгреса, секретар за послове народних конгреса, секретар за послове народних комитета, секретар за послове синдиката и струковних удружења, секретар за питања жена, секретар за иностране послове и секретар за правна питања и људска права.
Секретаријат Општег народног конгреса је:
- надгледао спровођење закона и одлука основних народних конгреса које је усвајао Општи народни конгрес;
- надгледао рад народних комитета и сазивао заједничке сједнице са њима;
- одређивао датуме и дневни ред сједница народних конгреса;
- сазивао и предсједавао сједницама Општег народног конгреса;[8]
- претресао нацрте закона, меморандуме, извјештаје и акте који су предлагани основним народним конгресима;
- надгледао рад институција подређених Општем народном конгресу;
- расписивао и надгледао народне изборе;
- одржавао сарадњу са парламентима, као и са парламентарним организацијама;
- надгледао спровођење одлука основних народних конгреса у вези са међународном сарадњом;
- просљеђивао одређене ствари надзорним или судским властима.

Секретар Општег народног конгреса је био шеф државе.